# Minerál

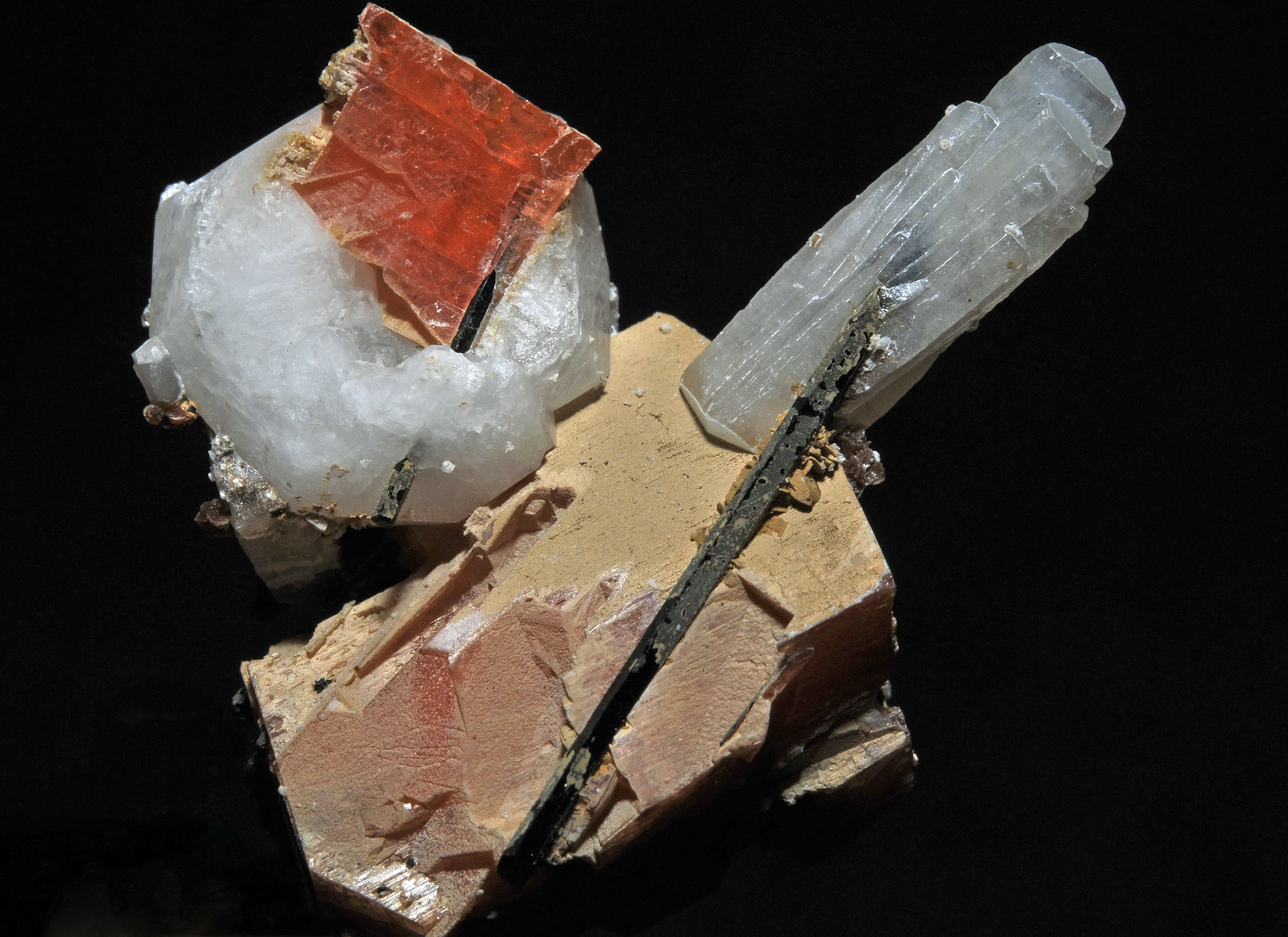

Minerál (lat., z minera, důl) čili nerost je homogenní přírodní fáze s přesně definovatelným chemickým složením a s vysoce uspořádanou stavbou částic, která je za normálních podmínek krystalická (výjimkou je přírodní rtuť) a která vznikla jako výsledek geologických procesů, případně jako produkt přírodních procesů na jiném kosmickém tělese. Může to být prvek nebo chemická sloučenina tvořená krystaly či kvazikrystaly, výjimečně i s amorfní strukturou (např. opál), ale vždy vzniklá přírodním procesem bez zásahu člověka (např. kamenná sůl je krystalický nerost, ale když ji člověk rozpustí ve vodě a nechá opět vykrystalizovat, už nejde o nerost, i když se strukturou i složením jedná o totožné krystaly).
V přírodě je známo přes 6100 minerálů a každým rokem bývá objeveno (platně popsáno) kolem 100 až 120 dalších.
Pojem minerál či nerost využívají vedle mineralogie a geologie i jiné obory, a mohou ho definovat jinak. Odlišnou, širší definici nerostu, používá například hornictví (viz oddíl Členění nerostů z hlediska hornictví). Biologie, lékařství a obory související s výživou zpravidla rozumějí pod pojmem minerál jakoukoli anorganickou látku v pevné či tekuté formě včetně pouhých iontů v roztoku (viz oddíl Minerály v biologii a lékařství).

## Látky řazené mezi minerály
Vedle látek přesně splňujících definici uvedenou výše se za minerál považují mimo jiné:
- rtuť (která je za normálních podmínek kapalná);
- některé amorfní látky (např. opál, georgeit, kalciouranoit);
- látky pocházející z jiných kosmických těles (Měsíc, Mars, meteority);
- homogenní biogenní látky, pokud se na jejich formování podílely geologické procesy (např. minerály guana);
- led vzniklý přirozeně;
- látky vzniklé přeměnou materiálu hald, na stěnách důlních děl atd. následnými přírodními procesy.

Naopak se za minerál se z mineralogického hlediska nepovažují:
- voda v kapalném stavu, atmosférické plyny atd.;
- ropa a nekrystalické bitumenní látky (např. asfalt);
- antropogenní (člověkem vytvořené) materiály, geologickými procesy modifikované antropogenní materiály;
- látky vzniklé zásahem člověka do přírody (např. produkty hoření uhelných výsypek);
- směsi minerálů, tedy:
  - Horniny – obvykle jsou směsí různých minerálů (např. žuly se skládají z křemene, živců, slíd a dalších minerálů); monominerální horniny tvoří sice jediný minerál, ale s nehomogenní strukturou; oproti minerálům horniny obsahují biogenní látky, které nemusí být tvořeny homogenní fází (např. zpevněné či částečně metamorfované ulity měkkýšů či protistů);
  - tekuté roztoky minerálních látek. Například tzv. minerální voda (bez usazenin) neobsahuje minerály; jedná se o vodu bohatou na rozpuštěné anorganické látky (soli, ionty)).

## Dělení (systematika)
Dle vzniku
- primární minerály, které vznikly ve stejnou dobu jako hornina, jejíž jsou součástí;
- sekundární minerály, které vznikly až chemickým zvětráváním nebo metamorfózou z primárních minerálů.

Nebo (viz níže stať Vznik)
- endogenní minerály,
- exogenní minerály.

Podle obsahu kovů:
- rudní minerály – obsahují využitelné kovy (např. magnetit), těží se většinou v dolech;
- nerudní minerály – neobsahují kovy nebo obsahují jen nevyužitelné kovy (např. kamenná sůl); používají se ve stavebnictví, sklářství, energetickém průmyslu, chemickém průmyslu aj.

Podle chemické „složitosti“
- prvky
- sloučeniny.

## Mineralogické třídění
Systematické třídění minerálů lze provést dle různých fyzikálně-chemických kritérií. Systém používaný v kategorizaci na wikipedii vychází z tzv. Strunzova mineralogického systému:
1. třídaPrvky (elementy)

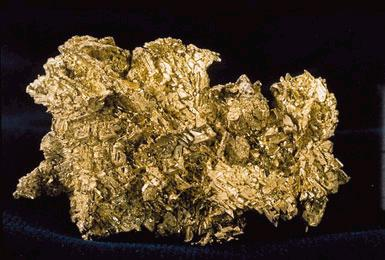
Zlatý nuget

Prvky jsou minerály, které jsou tvořeny pouze jedním chemickým prvkem. Patří sem 20 minerálů, z toho 10 geologicky signifikantních. Dělí se na kovové a nekovové (případně i polokovové). Kovové se dělí na křehké a tvárné. Do této třídy se mineralogicky řadí i minerály tvořené některými sloučeninami: do nekovových karbidy, nitridy, fosfidy a silicidy, do kovových vícekovové přírodní slitiny.
Příklady: měď (Cu), stříbro (Ag), zlato (Au), železo (Fe), síra (S), grafit (C), diamant (C)
2. třídaSulfidy (sirníky)

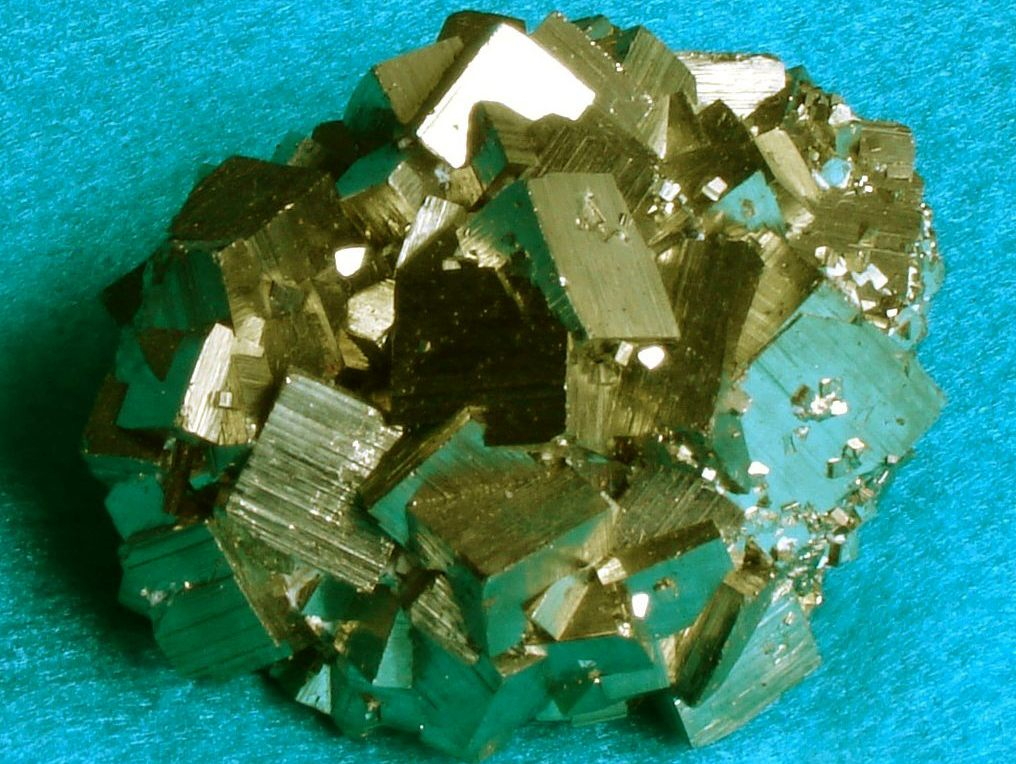
Pyrit

Sulfidy sestávají ze sloučeniny síry (aniont S2−) s kovy nebo metaloidy. K sulfidům patří asi 600 minerálů. Z mineralogického hlediska sem patří i selenidy (obsahující selen; Se2−), teluridy (obsahující tellur; Te2−), antimonidy (obsahující antimon; Sb3−) a bizmutidy (obsahující bismut; Bi3−).
Příklady: galenit (PbS), pyrit (FeS2), sfalerit (ZnS), rumělka (HgS)
3. třídaHalogenidy (halovce)
Je jich asi 140 a sestávají ze sloučenin fluoru (aniont F−), chloru (aniont Cl−), brómu (aniont Br−) nebo jódu (aniont I−) s kationty kovů jako jsou sodík nebo vápník. Mineralogicky sem patří i oxihalogenidy (obsahující i aniont O2−).
Příklady: fluorit (CaF2), kamenná sůl (NaCl)
4. třídaOxidy a hydroxidy

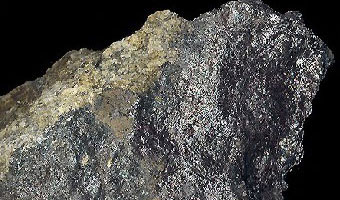
Hematit

 Sestávají ze sloučeniny kovů nebo nekovů s kyslíkem (aniont O2−) nebo hydroxylovými skupinami (skupiny OH−) vzniká asi 400 oxidů resp. hydroxidů. Mineralogicky se k nim řadí i jodáty (chem. jodičnany; [IO3]3−), vanadáty (chem. vanadičnany a vanadany; i se složitější strukturou aniontového komplexu), arsenity, antimonity a bizmutity (chem. arsenitany; [AsO3]3− resp. antimonitany a bizmutitany) a sulfity, selenity a telurity (chem. siřičitany; [SO3]2− resp. seleničitany a teluričitany)
Příklady: spinel (MgAl2O4), hematit (Fe2O3), magnetit (Fe3O4), křemen (SiO2), korund (Al2O3), smolinec (UO2), goethit (FeO (OH))
5. třídaKarbonáty (uhličitany)
Je jich přes 200 a jsou to kyslíkaté soli s aniontovým komplexem [CO3]2−. Mineralogicky se sem řadí i nitráty (dusičnany; [NO3]−) a boráty (boritany; [BO3]3−). Boritany se často vyčleňují do zvláštní třídy (analogicky křemičitanům), protože tvoří z atomů boru a kyslíku i složitější skupinové struktury plošné ([B2O5]4−, [B2O7]2−) či řetězcové ([B2O4]2− až [B6O10]2−)
Příklady: dolomit (CaMg (CO3)2), kalcit (CaCO3), malachit (Cu2CO3(OH)2)
6. třídaSulfáty (sírany)

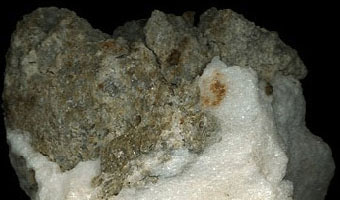
Anhydrit

 Sulfátů je asi 300 a jsou to kyslíkaté soli s aniontovým komplexem [SO4]2−.
Příklady: anhydrit (CaSO4), sádrovec (CaSO4 · 2H2O)
Zařazují se sem i chromáty (chromany), molybdáty (molybdenany) a wolframáty (wolframany), tedy sloučeniny kovů s aniontovým komplexem [CrO4]2−, [MoO4]2− resp. [WO4]2−.
Příklady: wulfenit (PbMoO4), wolframit ((Fe, Mn) WO4)
7. třídaFosfáty (fosforečnany)
Fosfáty jsou kyslíkové soli aniontovým komplexem [PO4]3−. Mineralogicky se sem zařazují i arzenáty (arzeničnany; [AsO4]3−) a vanadáty (vanadičnany; [VO4]3−). Do skupiny patří asi 400 minerálů.
Příklady: apatit (Ca5(PO4)3(F, Cl, OH)), tyrkys (CuAl6(PO4)4(OH)8 · 5H2O), karnotit (K2(UO2)2(VO4)2 · 3H2O)
8. třídaSilikáty (křemičitany)
Křemičitany představují asi 500 sloučenin, v nichž čtyřstěn [SiO4]4− tvoří základní stavební kámen, buď v izolovaných ostrůvcích po jednom (nesosilikáty), ve dvojicích (Si2O76−; sorosilikáty) i ve složitějších strukturách uzavřených kruhů ([SinO3n]2n− – cyklosilikáty), jednoduchých či dvojitých lineárních řetězců ([SinO3n]2n− resp. [Si4nO11n]6n− – inosilikáty), plošných vrstev ([Si2nO5n]2n− – fylosilikáty) či prostorového skeletu (tektosilikáty).
Příklady: olivín ((Mg, Fe)2SiO4), zirkon (ZrSiO4), andaluzit (Al2SiO5), topas (Al2SiO4(OH, F)2), beryl (Be3Al2Si6O18)
9. třídaOrganolity (organické minerály)
Mezi organolity patří minerály tvořené organickými sloučeninami, zejména solemi karboxylových kyselin (mravenčí, octové, citronové, šťavelové a mellitové – formáty, acetáty, citráty, oxaláty a mellitáty), kyseliny (iso)kyanaté (s aniontem OCN− – kyanáty) a thiokyanaté (thiokyanatany s aniontem SCN− – thiokyanáty) a uhlovodíky.
Příklady: mellit

## Vlastnosti minerálů
Minerály mají množství fyzikálních a chemických vlastností, pomocí nichž je lze identifikovat.

### Fyzikální vlastnosti

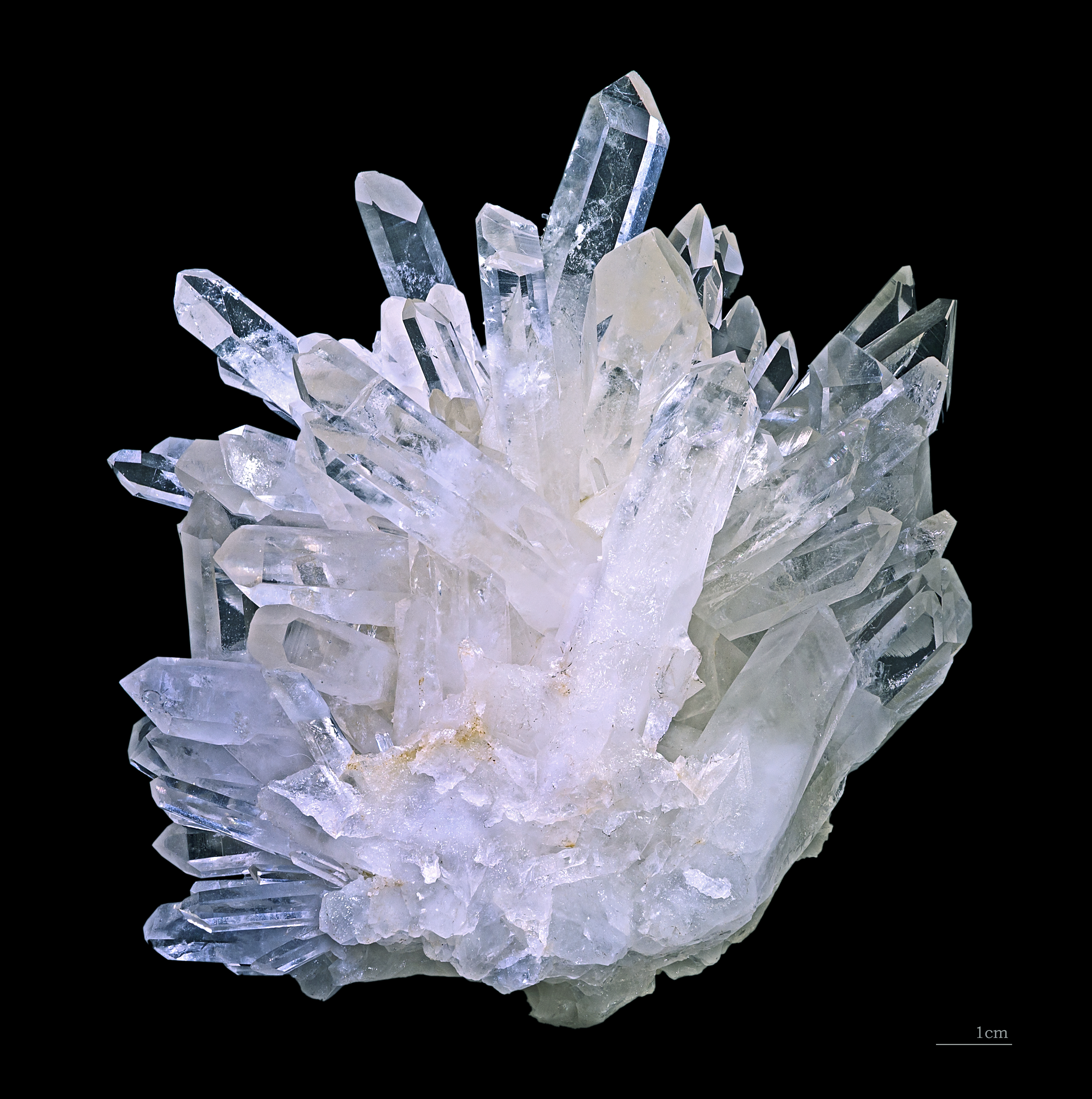
Křišťál

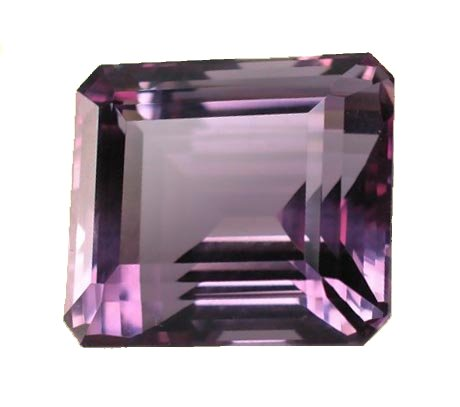
Vybroušený krystal ametystu, jedné z odrůd křemene

Z fyzikálních vlastností se nejprve zkoumá barva, lesk a vzhled (habitus). Pak se určuje tvrdost, specifická hmotnost – hustota a barva vrypu. Štěpnost a lom bývají převážně dobře viditelné zejména na čerstvém úlomku minerálu. Nejčastěji zjišťované fyzikální vlastnosti minerálů jsou:
- vzhled krystalu (tím se zabývá krystalografie):
  - habitus minerálu
  - krystalový tvar
  - krystalová soustava
- mechanické vlastnosti
  - hustota minerálu
  - tvrdost minerálu
  - pevnost minerálu
  - štěpnost minerálu
  - dělitelnost minerálu
  - lom minerálu
  - soudržnost minerálu (křehké, jemné, tvárné minerály)
  - pružnost minerálu
- optické vlastnosti:
  - barva minerálu
  - barva a lesk vrypu
  - lesk minerálu
  - propustnost světla
  - lom světla
  - reflexe
  - dvojlom
  - optická jedno- a dvojosovost
  - pleochroizmus
  - luminiscence
- tepelné vlastnosti
  - tavitelnost
  - žáruvzdornost
- fyziologické vlastnosti:
  - chuť
  - vůně
  - omak
- magnetické vlastnosti
- elektrické vlastnosti
- radioaktivita

### Chemické vlastnosti
Chemické vlastnosti jsou základem dělení minerálů (viz výše). Chemické vlastnosti závisejí na chemickém složení a krystalové struktuře. Nejdůležitější chemickou vlastností je samotné chemické složení vyjádřitelné formou vzorce.
Při zjišťování chemických vlastností minerálů se zjišťuje, jak se minerály rozpouštějí ve vodě (halit se rozpouští, zlato ne), jak reagují s kyselinami, s roztoky hydroxidu apod. Minerály jako platina, zlato, křemen jsou velmi odolné proti působení kyselin či hydroxidů, některé minerály se rozkládají i při vysoké teplotě (např. kalcit se rozpadá na oxid vápenatý a oxid uhličitý).
Chemické podmínky vzniku minerálů a látkové složení zemského tělesa zkoumá geochemie.

## Vznik
Minerály mohou vznikat různorodými pochody a za různých podmínek.

### Primární vznik

#### Endogenní minerály
Endogenní (vzniklé uvnitř) minerály vznikají díky uvolňování tepelné energie z nitra Země. Minerály takto vzniklé jsou v širším slova smyslu produkty magmatické činnosti. Horniny a ložiska vznikají krystalizací samotného magmatu. Procesy vzniku minerálů probíhají v různých hloubkách při rozličných, ale převážně vysokých teplotách.

##### Magmatická tvorba minerálů

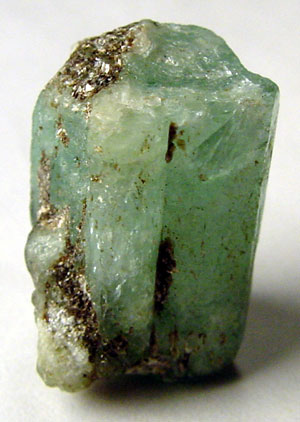
Smaragd, odrůda berylu

Na Zemi podléhá všechno neustálým proměnám. I minerály vznikají, rostou a mění se. Většina z nich vznikla i dnes vzniká uvnitř Země, kde jsou vysoké teploty (přibližně 900–1300 °C) a tlak tisíců atmosfér. V těchto hloubkách se nachází oblast žhavé tekuté silikátové taveniny, kterou nazýváme magmatem. Protože zemská kůra je stále v pohybu (např. vznik zlomů, vrásnění), proniká část magmatu do vyšších a chladnějších vrstev zemské kůry, kde postupně tuhne a vytváří masivy hlubinných hornin. Magma je tavenina rozličných křemičitanů a oxidů nasycená plyny a vodní párou. Jeho složení odpovídá chemickému složení hornin zemské kůry. Rozmanitá proudění udržují magma ve stálém pohybu, přičemž se v něm uskutečňují chemické reakce. Tvoří se v něm nové sloučeniny odpovídající nově vytvořeným minerálům. Když pronikne žhavé tekuté magma, které je pod velkým tlakem, do vyšších a chladnějších vrstev zemské kůry, jeho teplota se snižuje. Během ochlazování magmatu se tvoří první minerály.
S přibývajícím ochlazováním magmatu vzrůstá i počet vznikajících minerálů. Specificky lehčí minerály, které vykrystalizovaly v tomto prvním stadiu, zůstávají ve vyšších vrstvách, zatímco těžší pozvolna klesají. Tento proces se nazývá magmatickou diferenciací. Takto se na některých místech nahromadí určité minerály a vznikají ložiska (např. magnetitu nebo chromitu). Během ochlazování magmatu rostou další krystaly. Vznikají z nepatrných zárodků zákonitým navrstvováním nových stavebních částic. Tento proces končí až po úplném ztuhnutí magmatu. V závěrečné fázi krystalizace se v magmatu zvětšuje obsah snadno pohyblivých složek, plynů a vodní páry, čímž se magma stává řidší. Ve větší vzdálenosti od původního magmatického centra se tvoří tzv. pegmatit. Soustřeďují se v něm minerály, jako například slídy, turmalín, beryl aj., obsahující prvky vzácných zemin, ale i rudy cínu a wolframu. Nakonec ztuhne i tzv. zbytkové magma. Část plynů a vodní páry zůstávají v horninách a mohou vytvářet dutiny (podobně jako zůstávají vzduchové bubliny např. v bochníku chleba). Při těchto postvulkanických procesech může docházet k vyplňování dutin v horninách druhotnými minerály (křemenem, achátem, chalcedonem aj.) – vznikají tzv. mandlovcovité dutiny. Takové „mandle“ často nacházíme v melafyrových horninách.

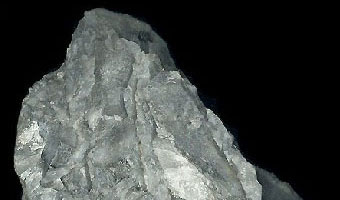
Magnezit

Větší část plynů a par uniká přes pukliny a trhliny v hornině k zemskému povrchu. Při tom se původně horké roztoky ochlazují a vznikají z nich nové minerály, které pokrývají stěny puklin v podobě krystalů. V tomto stadiu, které označujeme jako hydrotermální, vznikají nejznámější minerály, jako je například křemen a kalcit. Když se v roztocích vyskytují prvky těžkých kovů, mohou vznikat různé rudní žíly. Pokud se vylučují určité rudy (např. rudy molybdenu, cínu a wolframu) přímo z horkých plynů a par, mluvíme o pneumatolýze, případně o pneumatolytickém vzniku ložisek. Blízko povrchu Země se vodní pára mění na vodu. Voda je stále nasycena minerálními látkami a společně s prosakující povrchovou vodou vyvěrá v podobě minerálního pramene na povrch. Z těchto horkých nebo chladných minerálních pramenů se vylučují další minerály, jako například vřídlovec (aragonit) nebo gejzírit. Když pronikají horké roztoky a plyny trhlinami a puklinami v usazených horninách (např. vápencem), rozpouštějí je a vznikají nové, druhotné minerály. Taková tvorba minerálů se nazývá metasomatóza. Tak vznikla například některá ložiska magnezitu nebo sideritu (ocelku).

#### Exogenní minerály
Exogenní (vzniklé venku) minerály vznikají při procesech probíhajících díky vnější sluneční energii, která dopadá ve formě záření na zemský povrch. Zdrojem materiálu jsou rozličné horniny a rudy, které se obnažují a rozrušují na povrchu Země. Procesy vzniku minerálů se odehrávají v nejsvrchnější části zemské kůry, a to za nízkých teplot a tlaků blízkých atmosférickým, v podmínkách vzájemného působení fyzikálních a chemických činitelů atmosféry, hydrosféry a biosféry.

### Sekundární vznik

#### Vznik zvětráváním

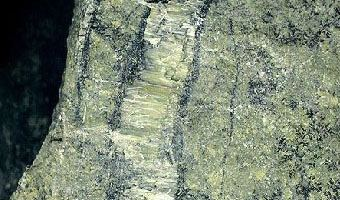
Serpentinit

Na všechny minerály a horniny na zemském povrchu působí mnohé rušivé vlivy, které se souborně označují jako zvětrávání. Zvětrávání je složitý jev a při jeho posuzování je třeba přihlížet k hlavním zvětrávacím procesům, resp. činitelům. Působí pomalu, ale neustále a nezadržitelně. Změnami teploty, účinky mrazu, krystalizací sekundárních solí, přenosem horninového materiálu větrem či vodou se horniny rozrušují mechanicky, oxidem uhličitým a vodou zase chemicky. Značný rušivý vliv mají i biologické procesy.
Zvětrávání způsobuje podstatnou proměnu minerálů. Například živce se mění na kaolin či jiné jílové minerály, olivín se mění na serpentin a zlatožlutý pyrit přechází na hnědý limonit. Zvětráváním pyritu se může uvolňovat kyselina sírová, která pak působí na okolí. Jejím účinkem může vznikat například z vápence sádrovec nebo jiné sírany. Podobnými procesy vzniká i vzácný opál. Zvětráváním se mohou vytvořit z jednoho minerálu, například chalkopyritu, sekundární minerály, jako jsou malachit, azurit nebo limonit. Známé krápníkové jeskyně vznikaly také důsledkem zvětrávacích pochodů.

#### Vznik metamorfózou (přeměnou)

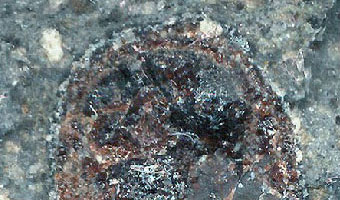
Granát – jeden z nejběžnějších metamorfních minerálů

Stejně jako endogenní, tak i exogenní minerální masy prodělávají po svém vzniku za změněných vnějších podmínek různé změny, čímž vznikají nové minerály. Tyto změny se nazývají metamorfóza. Zvlášť velké změny nastávají při tzv. regionální metamorfóze.
Žhavé tekuté magma vystupující z hlubin Země působí i na jednotlivé vrstvy zemské kůry, do nichž proniká. Mění, metamorfuje okolní starší horniny, zejména usazené, buď vysokou teplotou a tlakem, nebo chemickými reakcemi. Usazené horniny přitom nabývají jiného vzhledu a jiných fyzikálních i chemických vlastností. Při těchto procesech se tvoří nové, přeměněné (metamorfované) horniny a minerály. Tak vznikají například některé slídy, granáty, kyanit, staurolit a jiné.

#### Vznik chemickým usazováním

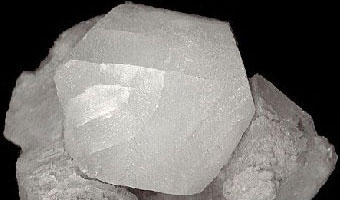
Kalcit – běžný druhotně zkrystalovaný minerál

Mnohé minerály se usazují přímo v moři buď odpařením vody, nebo změnou její chemického složení. Takto vznikla ložiska kamenné soli nebo sylvínu. Podobně se tvoří sádrovec, vápenec a některé železné rudy (chamozit nebo tzv. bahenní rudy – limonit).

#### Biogenní vznik

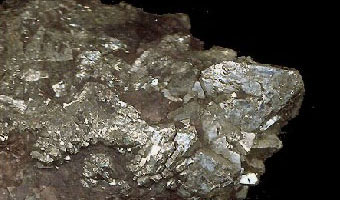
Markazit

Živá příroda nepůsobí na minerály (a horniny) jen rušivě. Může vytvářet i nové nerosty z minerálních látek, které jsou rozpuštěné ve vodě. Například atoly a celé vápencové masivy jsou vlastně produktem živočichů. Nové minerály se mohou tvořit i z rozložených zbytků mrtvých organizmů. Jako příklad lze uvést v současnosti vznikající ložiska fosfátů. Biogenním způsobem může vznikat i síra, ledek, pyrit a markazit.

### Parageneze
Jen zřídka se nerost vyskytuje v přírodě samostatně. Téměř vždy ho obklopují další, tzv. doprovodné minerály. Takové nerostné společenství se označuje pojmem parageneze. Společný vznik a výskyt nerostů podléhá určitým zákonům. Poznání těchto zákonitostí umožňuje poznat pochody vzniku nerostů. Nalezením jednoho minerálu lze předpokládat existenci dalších, doprovodných minerálů.

## Syntetická výroba minerálů
Krystalické látky o přesně známém chemickém složení (které většinou odpovídá nějakému minerálu) se v dnešní době běžně vyrábí synteticky, a to za různými účely. Příkladem je kalibrace analytických přístrojů, při které je cenná vlastnost syntetického materiálu, že je přesně známého složení a struktury, a tedy se dají jeho fyzikální vlastnosti předpovědět pomocí matematického modelování. Jinou aplikací umělé krystalické látky je použití diamantu na brusných nebo řezných nástrojích. Přestože syntetické látky nemohou být podle výše uvedené definice minerálem (ten je přírodní), běžně se používají spojení jako syntetický křemen nebo syntetický diamant.

## Členění nerostů z hlediska hornictví
Česká hornická legislativa chápe nerosty oproti mineralogickému pojetí v širším smyslu a směšuje pod pojmem nerost minerály i horniny.
Nerosty se z hlediska hornictví člení na vyhrazené nerosty a nevyhrazené nerosty.
Vyhrazenými nerosty jsou podle zákona č. 44/1988 Sb., horního zákona,
1. radioaktivní nerosty,
2. všechny druhy ropy a hořlavého zemního plynu (uhlovodíky), všechny druhy uhlí a bituminosní horniny,
3. nerosty, z nichž je možno průmyslově vyrábět kovy,
4. magnezit,
5. nerosty, z nichž je možno průmyslově vyrábět fosfor, síru a fluór nebo jejich sloučeniny,
6. kamenná sůl, draselné, borové, bromové a jodové soli,
7. tuha, baryt, azbest, slída, mastek, diatomit, sklářský a slévárenský písek, minerální barviva, bentonit,
8. nerosty, z nichž je možno průmyslově vyrábět prvky vzácných zemin a prvky s vlastnostmi polovodičů,
9. granit, granodiorit, diorit, gabro, diabas, hadec, dolomit a vápenec, pokud jsou blokově dobyvatelné a leštitelné, a travertin,
10. technicky využitelné krystaly nerostů a drahé kameny,
11. halloyzit, kaolin, keramické a žáruvzdorné jíly a jílovce, sádrovec, anhydrit, živce, perlit a zeolit,
12. křemen, křemenec, vápenec, dolomit, slín, čedič, znělec, trachyt, pokud tyto nerosty jsou vhodné k chemicko-technologickému zpracování nebo zpracování tavením,
13. mineralizované vody, z nichž se mohou průmyslově získávat vyhrazené nerosty,
14. technicky využitelné přírodní plyny, pokud nepatří mezi plyny uvedené pod písmenem b).

Ostatní nerosty jsou nerosty nevyhrazené.
V pochybnostech, zda některý nerost je nerostem vyhrazeným, nebo nevyhrazeným, rozhodne Ministerstvo průmyslu a obchodu v dohodě s Ministerstvem životního prostředí České republiky.

## Minerály v biologii a lékařství
V biologii a lékařství mají minerály mnohem širší, ale neexaktně vymezený význam.
Hovoří-li se o složení organismů, orgánů či buněk nebo o výživě, pojmem minerál se často zkracuje jakákoli anorganická („minerální“) látka, případně pouze chemický prvek, bez ohledu na to, v jaké fyzikální (molekuly, krystaly, ionty) či chemické formě (čistý prvek, ionty, anorganické sloučeniny, zejména soli apod.) se vyskytuje. V těchto významech se nepoužívá český ekvivalent nerost.
Obdobně se pojem minerál používá v souvisejících oborech, jako jsou farmacie a potravinářství (minerální doplňky stravy apod.).

## Minerály v módě, špercích a esoterice
Lidstvo využívá minerály k ozdobným a rituálním účelům od nepaměti. V pravěku byly minerály využívány k výrobě nástrojů, sošek, jednoduchých šperků a amuletů, které byly vyjádřením moci a ochrany před zlými silami. Od těchto dob se jejich využití příliš nezměnilo. I v současnosti nacházejí minerální kameny uplatnění jak v módě (náramky z minerálů, náhrdelníky, náušnice, prsteny aj.), tak ve spirituální rovině, přičemž tyto oblasti propojují. Pro tyto šperkařské účely se používají neopracované krystaly (např. v napletených náhrdelnících) i minerály opracované do tvarů korálků, oválů, hranolů navlékaných na šňůrkové náramky aj.
V esoterice jsou minerálům přisuzovány také léčivé účinky. Například pestrobarevný achát je považován za nejstarší léčebný kámen vůbec. Ametyst (fialová odrůda křemene) byl využíván už ve starověku jako talisman proti následkům nadměrného pití. Pro představitele církve byl symbolem duševní síly a mravní čistoty. V mnoha vírách a v léčitelství se minerálům přikládají nejen léčebné schopnosti (snižování hladiny stresu, zmírňování bolestí hlavy, zlepšení spánku aj.), ale také přivolání dobrých sil a lásky.